# SRF 1
SRF 1 è un canale televisivo generalista svizzero edito da SRF, filiale di lingua tedesca dell'azienda pubblica SRG SSR.

## Storia
L'emittente nasce il 7 aprile 1953, ed è stata, fino al 1997, l'unica emittente televisiva pubblica di lingua tedesca in Svizzera (nascerà poi SF zwei). Nel 2005 vengono delineati i ruoli di entrambe le emittenti, trasformando SF 1 in un canale generalista per qualsiasi target di pubblico.
Il 16 dicembre 2012 SF 1 è diventata SRF 1.

## Palinsesto
Alcuni dei programmi trasmessi su SRF 1:

### Notizie e magazine
- SRF Tagesschau
- SRF Meteo
- SRF 10vor10
- SRF Schweiz aktuell
- Rundschau
- Kassensturz
- Puls
- Einstein
- glanz&gloria
- Sportpanorama
- ECO
- SRF spezial

### Discussioni e talk show
- Der Club
- Literaturclub
- Aeschbacher
- Arena
- nachtwach
- Classe politique
- Schawinski

### Intrattenimento
- 5GEGEN5
- 1 gegen 100
- Traders
- Benissimo
- MusicStar
- Die grössten Schweizer Hits
- Samschtig-Jass
- Edelmais & Co.
- Giacobbo/Müller: Late-Night-Show
- Wetten, dass..?
- Hopp de Bäse
- Musikantenstadl

### Cultura e istruzione
- DOK
- Reporter
- Horizonte
- NETZ Natur
- Sternstunden
- SRF Wissen MySchool
- kulturplatz
- einstein

### Serie
- Tag und Nacht
- Wege zum Glück
- Dienstagsabendkrimi
- SRF bi de Lüt

L'emittente inoltre trasmette i programmi Cuntrasts e Telesguard della RTR.

## Loghi

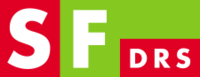
1993-2005
Logo utilizzato fino al 5 dicembre 2005
Logo utilizzato fino al 29 febbraio 2012
Logo utilizzato fino al 15 dicembre 2012
Logo attuale SRF 1

## Ricezione in Italia
Con l'introduzione della televisione digitale, tramite la Radiotelevisione Azienda Speciale i programmi sono ricevibili gratuitamente in Alto Adige e, dal giugno 2013, in Trentino.